# Корриган, Кевин
Ке́вин Фицдже́ральд Ко́рриган (англ. Kevin Fitzgerald Corrigan, род. 27 марта 1969, Бронкс, Нью-Йорк) — американский актёр. Он появился в огромном количестве независимых фильмов и телесериалах, среди которых ситком «Основа для жизни» (Эдди Финнерти) и фильм «Большой фанат» с Паттоном Освальтом.

## Жизнь и карьера
Корриган родился в Бронксе, Нью-Йорк, в семье отца-ирландца и матери из Пуэрто-Рико. После окончания Института театра и кино Ли Страсберга, Корриган дебютировал в кино в 1989 году в фильме «Заблудшие ангелы» с Дональдом Сазерлендом и Адамом Хоровицем в главных ролях. После этой роли он был взят в фильм «Славные парни» на роль младшего брата главного героя Генри Хилла (Рэй Лиотта), Майкла. Во время расцвета независимого кино в 1990-х годах, он построил карьеру, играя в необычных, нетрадиционных персонажей в таких фильмах, как «Настоящая любовь», «Жизнь в забвении», «Гуляют, болтают» и «Вор ритма». Корриган дебютировал на телевидении в недолго просуществовавшем ситкоме «Жемчужина» Реи Перлман. Он также появился в клипе на песню «Get Me» инди-группы Dinosaur Jr. в 1993 году.
Корриган стал хорошо известен по роли бездельника Эдди Финнерти в ситкоме «Основа для жизни», выходившего в эфир в течение пяти сезонов. После закрытия шоу он вернулся в кино, появляясь в небольших проектов, за исключением роли кузена-наркодилера персонажа Леонардо Ди Каприо в фильме Мартина Скорсезе «Отступники». После успеха этого фильма он стал чаще появляться в громких фильмах. Корриган сыграл роли в двух фильмах Джадда Апатоу, «SuperПерцы» (Марк, домовладелец персонажей Джоны Хилла и Майкла Сера) и «Ананасовый экспресс: Сижу, курю» (Будлофски, один из приспешников главного злодея). Он также появился в фильме Ридли Скотта «Гангстер», сыграв информатора персонажа Рассела Кроу. Имя Корригана также появилось в титрах фильме «Последняя зима» (2006) и оскароносном короткометражном фильме «Новые арендаторы» (2009). В 2009 году актёр исполнил гостевую роль таинственного персонажа Сэмюеля Уайсса фантастическом телесериале «Грань». Он сыграл роль Сэла в независимом фильме «Большой фанат» с Паттоном Освальтом, который получил широкое признание критиков. В 2010 году Корриган появился в триллере Джека Переса «Парень, который убивает людей», спродюсированном Джоном Лэндисом, а в 2015 году сыграл в фильме «Результаты» с Гаем Пирсом в главной роли. Премьера фильма состоялась на кинофестивале «Сандэнс» в мае 2015 года.

## Личная жизнь
С марта 2001 года Корриган женат на Элизабет Берридж. У супругов есть дочь — Сэйди Роуз Корриган.